# Aleucosia norrisi
Aleucosia norrisi är en tvåvingeart som beskrevs av Hull 1973. Aleucosia norrisi ingår i släktet Aleucosia och familjen svävflugor. Inga underarter finns listade i Catalogue of Life.